# 麦焕新

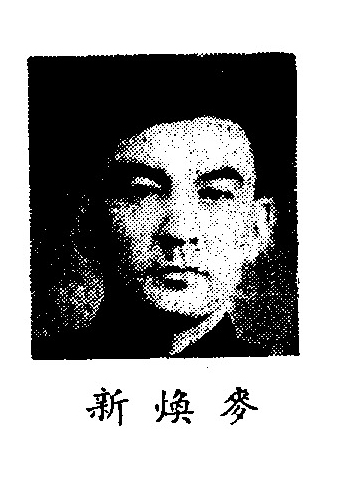

麦焕新（？—？）维吾尔族，新疆伊宁人。中华民国政治人物，麦斯武德之子。

## 生平
1945年抗日战争胜利后，美国间谍在中国陪都重庆开始和麦斯武德紧密联系，首先吸收麦斯武德之子麦焕新到美国主导的救济总署担任工作，以便加强与麦斯武德的联系。1946年，麦焕新出任制憲國民大會代表。1947年，美国女间谍史蒂芬以记者名义来到中国新疆省，遍游南疆、北疆，并和麦斯武德之子麦焕新同行赴伊犁。
1947年，麦斯武德出任新疆省政府主席。麦斯武德任内，其子麦焕新曾假借父亲的名义擅自更换新疆省的地方官吏，并干涉司法行政。